# Get Rollin'
Get Rollin' (en español Ponte a rodar) es el décimo álbum de estudio de la banda de rock canadiense Nickelback. El álbum fue lanzado el 18 de noviembre de 2022. El sencillo principal del álbum, "San Quentin", se lanzó el 7 de septiembre de 2022, acompañado de un video musical oficial.

## Antecedentes
A principios de 2019, los miembros de la banda hablaron de grabar un décimo álbum de estudio, aunque Chad Kroeger admitió que no había un cronograma ni prisa para que la banda lo completara. Mike Kroeger habló de su deseo personal de moverse en una dirección más de heavy metal, o de querer hacer un álbum de versiones de canciones de Slayer.
El 14 de agosto de 2020, la banda lanzó una versión de la canción de Charlie Daniels Band "The Devil Went Down to Georgia", con Dave Martone.
Durante una entrevista de julio de 2021, el bajista Mike Kroeger comentó cuando se le preguntó sobre el progreso de la banda en la nueva música diciendo "Eso está sucediendo ahora mismo", dijo sobre el próximo LP. “La música se está componiendo y grabando en Canadá. Estábamos allí, y surgió algo y nuestro productor tuvo que tomarse un tiempo libre. Así que aproveché esa oportunidad para (regresar a casa) a Los Ángeles con mi familia y pasar un poco de tiempo en casa. Pero regresaré allí en un par de semanas para retomarlo". Cuando surgió el tema de la fecha de lanzamiento, Mike dijo "se hará cuando esté hecho", explicando que él y la banda Prefiero no estar limitado a una escala de tiempo por temor a hacer "un disco de mierda". "Las fechas de lanzamiento se determinan principalmente por intereses comerciales, como sellos discográficos y lo que sea. No tenemos uno de esos", dijo. Nos hemos estado manejando durante aproximadamente un año. Entonces, la respuesta es no. Lo estamos haciendo según nuestro cronograma, a nuestro propio ritmo, y estará listo cuando esté listo. Porque hemos sobrepasado los plazos en el pasado muchas veces. Porque creemos que puedes hacer un buen disco y llegar tarde, pero no puedes, o no debes, hacer un disco de mierda para llegar a tiempo. Así que no estaremos presionados por el tiempo.

## Sencillos
El 31 de agosto de 2022, los fanáticos que asistieron a la filmación del video de la banda para el sencillo principal "San Quentin" publicaron en línea a través de sus publicaciones en las redes sociales. El sencillo fue lanzado el 7 de septiembre de 2022.

## Lista de canciones
| N.º | Título                                  | Duración |  |
| 1.  | «San Quentin»                           | 3:31     |  |
| 2.  | «Skinny Little Missy»                   | 3:37     |  |
| 3.  | «Those Days»                            | 3:39     |  |
| 4.  | «High Time»                             | 3:54     |  |
| 5.  | «Vegas Bomb»                            | 3:45     |  |
| 6.  | «Tidal Wave»                            | 3:32     |  |
| 7.  | «Does Heaven Even Know You're Missing?» | 3:43     |  |
| 8.  | «Steel Still Rusts»                     | 4:27     |  |
| 9.  | «Horizon»                               | 3:15     |  |
| 10. | «Standing In The Dark»                  | 4:01     |  |
| 11. | «Just One More»                         | 3:38     |  |